# Tryptoon
Tryptoon is voornamelijk een bestanddeel van microbiologische media. Het is een verzameling van verschillende peptiden, verkregen uit de trypsinedigestie van het eiwit caseïne. Het is een van de drie hoofdbestanddelen van Lysogeny broth (LB), een medium geschikt voor de groei van verschillende micro-organismen. Tryptoon vormt hier de voornaamste bron van aminozuren voor de groeiende bacteriën.
Tryptoon is zeer gelijkend aan casaminozuren, gezien beide bereid worden door een digestie van caseïne. Casaminozuren worden echter verkregen uit een zure hydrolyse van caseïne (en geen proteolyse, zoals bij tryptoon) en bevatten hoofdzakelijk vrije aminozuren en minder peptiden.